# Scopula polyterpes
Scopula polyterpes là một loài bướm đêm trong họ Geometridae.